# アルゴグラフィックスカップ
アルゴグラフィックスカップ (英語: ARGO GRAPHICS Cup) は、アルゴグラフィックス北見カーリングホールで毎年夏に開催されるカーリング大会。

## 歴史
北海道カーリングツアーとして2022年から開催される大会。

## 結果

### 女子大会
| 開催年 | 優勝スキップ | 準優勝スキップ | 3位スキップ |
| ------ | ------------ | -------------- | ----------- |
| 2022   | 山本冴       | 吉村紗也香     | 藤澤五月    |
| 2024   | 不明の旗     | 不明の旗       | 不明の旗    |

### 男子大会
| 開催年 | 優勝スキップ | 準優勝スキップ | 3位スキップ |
| ------ | ------------ | -------------- | ----------- |
| 2023   | 両角友佑     | 平田洸介       | 阿部晋也    |